# 부코만심비구
부코만심비구(Bukomansimbi)는 우간다의 구로 행정 중심지는 부코만심비이며 면적은 600.2km2, 인구는 154,000명(2012년 기준)이다. 행정 구역상으로는 중부주에 속한다. 북쪽으로는 곰바구, 동쪽으로는 칼룽구구, 남동쪽으로는 마사카구, 남서쪽으로는 르웽고구, 북서쪽으로는 셈바불레구와 접한다.

## 같이 보기
- 우간다의 행정 구역
- 중부주 (우간다)